# Upper Beeding
Upper Beeding är en ort och civil parish i Storbritannien.   Den ligger i grevskapet West Sussex och riksdelen England, i den södra delen av landet, 70 km söder om huvudstaden London. Upper Beeding ligger 2 meter över havet och antalet invånare är 3 798.
Terrängen runt Upper Beeding är huvudsakligen platt. Upper Beeding ligger nere i en dal.Runt Upper Beeding är det mycket tätbefolkat, med 2 181 invånare per kvadratkilometer. Närmaste större samhälle är Brighton, 13,1 km sydost om Upper Beeding. Trakten runt Upper Beeding består i huvudsak av gräsmarker.